# Saint-Just-d'Ardèche
Saint-Just-d'Ardèche (före 2011: Saint-Just) är en kommun i departementet Ardèche i regionen Auvergne-Rhône-Alpes i sydöstra Frankrike. Kommunen ligger  i kantonen Bourg-Saint-Andéol som ligger i arrondissementet Privas. År 2022 hade Saint-Just-d'Ardèche 1 611 invånare.

## Befolkningsutveckling
Antalet invånare i kommunen Saint-Just-d'Ardèche
Referens: INSEE